# Kibira nationalpark
Kibira nationalpark (franska: Parc National de la Kibira) är en nationalpark i nordvästra Burundi. Den sträcker sig över fyra provinser och täcker en yta om 400 km². 

## Beskrivning
Nationalparken ligger längs bergsryggen som utgör vattendelaren mellan Kongofloden och Nilen, från provinshuvudstaden Muramvya till gränsen mot Rwanda där den gränsar till Nyungwe nationalpark. Uppskattningsvis tror man att omkring 16 procent av parken består av bergsregnskog. Intill parken finns två stora teplantager, en i Teza och den andra i Rwegura. De vanligaste trädarterna är Symphonia globulifera, Newtonia buchananii, Albizia gummifera och Entandrophragma excelsum. Skogen har områden med bergsmyrar och bambubestånd. I Kibira finns flera olika primatarter, däribland schimpanser och arter av släktet Colobus. Här finns också över 250 fågelarter, däribland den majestätiska jätteturakon. Parken sköts av Institut National pour l'Environnement et la Conservation de la Nature (INECN).
Fram till 1933 var skogen ett kungligt jaktreservat. Lokalbefolkningen respekterade skogen och ansåg att den hade magiska krafter. Rätten att använda den för boskapsbetning och insamling av skogsprodukter godtogs. Skogens heliga karaktör, även före den koloniala eran, bidrog till att den bevarades. Mellan 1933 och 1980 klassificerades Kibira som skogsreservat, först under belgisk kontroll och sedan under burundisk efter landets självständighet i juli 1962. Endast uttag av högvärdigt timmer var reglerat och kontrollerat. Mellan självständigheten och 1980 var det förbjudet att omvandla land inom gränserna till jordbruksmark, även om rätten att låta boskapen beta där fanns kvar. Trots dess status som nationalpark är skogen hårt utsatt på grund av trädfällningar, uttag av bambu, bränder och tjuvjakt och en inkräktande existerande jordbruksverksamhet.
Skogen blev nationalpark genom en ny lag den 3 mars 1980 och är sedan 9 maj 2007 uppsatt på Burundis tentativa världsarvslista.

### Fotnoter
1. 1 2  ”Le parc national de la Kibira” (på engelska). UNESCO World Heritage Centre. http://whc.unesco.org/en/tentativelists/5148/. Läst 4 juni 2012.